# Campionato albanese di calcio
Il campionato albanese di calcio è un insieme di tornei nazionali istituiti dalla Federata Shqiptarë Futbollit (FSHF). I campionati sono suddivisi e organizzati in 4 livelli: la Kategoria Superiore o Superliga Shqipëtare (massima divisione), fino al 1998 denominata Kategoria e Parë, la Kategoria e Parë, cioè la seconda divisione, la Kategoria e Dytë, cioè la terza divisione e la Kategoria e Tretë, la quarta divisione calcistica; e poi ci sarebbero serie minori sempre gestite dalla FSHF ma a livello amatoriale.

## Storia
Il primo torneo di calcio nel paese fu disputato nel 1911 mentre il primo campionato fu giocato nel 1930, l'anno della fondazione della Federata Shqiptarë Futbollit contemporaneamente alla seconda serie, denominata Kategoria e Dytë (attuale Kategoria e Parë).
Solo successivamente, nel 1956, si aggiunse ai campionati la Kategoria e Tretë (attuale Kategoria e Dytë) e, dal 2004, la quarta serie chiamata Kategoria e Tretë.

## I campionati
Il campionato è diviso su quattro livelli, tutti organizzati dalla Federata Shqiptarë Futbollit.

### Kategoria Superiore
La Kategoria Superiore, conosciuta anche come Abissnet Superiore o Superliga, è la massima divisione. Il titolo è conteso fra 10 squadre. La vincitrice del campionato si qualifica per il secondo turno preliminare di UEFA Champions League, mentre la seconda e la terza classificata hanno diritto a disputare il secondo turno preliminare di UEFA Conference League (più la vincitrice della coppa nazionale).

### Kategoria e Parë
La Kategoria e Parë è la seconda divisione albanese ed è disputata da 12 squadre. Le prime due conquistano direttamente l'entrata nella Kategoria Superiore, la terza, la quarta, la quinta e la sesta ai play-off.

### Kategoria e Dytë
La Kategoria e Dytë è la terza divisione albanese ed è composta da 2 gironi (principalmente divisi in Nord - Sud) da 12 squadre.

### Kategoria e Tretë
La Kategoria e Tretë è la quarta divisione albanese ed è composta da 2 gironi (Nord - Sud) da 8 squadre.

## Struttura dei campionati
| Livello | Livello | Serie                                                               | Serie                                                               |
| ------- | ------- | ------------------------------------------------------------------- | ------------------------------------------------------------------- |
| 1       | 1       | Federata Shqiptarë Futbollit Kategoria Superiore 10 squadre         | Federata Shqiptarë Futbollit Kategoria Superiore 10 squadre         |
| 2       | 2       | Federata Shqiptarë Futbollit Kategoria e Parë 14 squadre            | Federata Shqiptarë Futbollit Kategoria e Parë 14 squadre            |
| 3       | 3       | Federata Shqiptarë Futbollit Kategoria e Dytë (girone A) 11 squadre | Federata Shqiptarë Futbollit Kategoria e Dytë (girone B) 12 squadre |
| 4       | 4       | Federata Shqiptarë Futbollit Kategoria e Tretë (girone A) 6 squadre | Federata Shqiptarë Futbollit Kategoria e Tretë (girone B) 7 squadre |